# Djamel Abdoun
Djamel Abdoun (arabisch جمال عبدون, DMG Ǧamāl ʿAbdūn; * 14. Februar 1986 in Montreuil) ist ein in Frankreich geborener ehemaliger algerischer Fußballspieler, der zuletzt 2016 bei Veria FC unter Vertrag stand.

## Karriere

### Verein
Djamel Abdoun begann seine Karriere im Jahr 2002 in der Jugend von Paris Saint-Germain, doch er wurde am Ende der Saison freigestellt. Daraufhin wechselte er zu AC Ajaccio, wo er ein Jahr später in die Profimannschaft übernommen wurde. Von 2004 bis 2008 absolvierte er dort zwölf Spiele und schoss zwei Tore.
Im Januar 2007 wurde Abdoun für sechs Monate an den englischen Topklub Manchester City verliehen. Jedoch absolvierte er nur ein Spiel am 28. Januar beim 3:1-Sieg über den FC Southampton im FA Cup, als er in der 89. Minute eingewechselt wurde. Nach Ende der Leihe entschieden sich beide Seiten gegen einen Transfer und so kehrte Abdoun wieder zurück zu Ajaccio. In der Saison 2007/08 wurde er an den Ligakonkurrenten CS Sedan verliehen. Dort konnte er sich einen Stammplatz ergattern und bestritt 33 Spiele, wobei er fünf Tore erzielte. Doch auch dieses Mal entschied man sich gegen einen Kauf. Nach Ablauf seines Vertrages bei Ajaccio, wechselte er 2008 zum FC Nantes. Dort absolvierte er am 9. August sein erstes Ligaspiel bei einer 1:2-Niederlage bei AJ Auxerre. Auf sein erstes Tor musste der Mittelfeldspieler bis zum 7. Februar 2009 warten, bei der 1:4-Heimniederlage gegen Paris Saint-Germain erzielte er den einzigen Treffer seiner Mannschaft. Nach 49 Spielen und drei Toren im Dress vom FC Nantes, wechselte er am 24. August 2010 zum griechischen Klub AO Kavala, wo er einen Dreijahresvertrag unterschrieb. Über die Ablösesumme wurde Stillschweigen vereinbart. Nur fünf Tage später absolvierte er bei der 0:1-Heimniederlage gegen Aris Thessaloniki sein erstes Spiel für Kavala.
Im Sommer 2011 wechselte Djamel Abdoun zum griechischen Rekordmeister Olympiakos Piräus. Dies war seine mit Abstand erfolgreichste Station, er wurde zwei Mal griechischer Meister und Pokalsieger. Nach 50 Ligaspielen und neun erzielten Tore wechselte er für ungefähr 1,55 Millionen Pfund Sterling zu Nottingham Forest. Zur Rückrunde der Saison 2014/15 wurde er an den belgischen Verein Sporting Lokeren verliehen und im Sommer an Veria FC verkauft. Seit dem 20. Juli 2016 ist er vereinslos.

### Nationalmannschaft
Auf internationaler Ebene spielte Abdoun in den Alterskategorien U-18 bis U-21 noch für Frankreich und gewann die U-19-Fußball-Europameisterschaft 2005 und im Jahr 2007 das Turnier von Toulon. Im September 2009 folgte er erstmals einer Einladung in ein Trainingslager der algerischen Nationalmannschaft. Im anschließenden WM-Qualifikationsspiel gegen Ruanda gehörte er aber nicht zum Kader. Von Nationaltrainer Rabah Saâdane wurde er in das Aufgebot für die Fußball-Afrikameisterschaft 2010 in Angola berufen und debütierte im letzten Gruppenspiel beim 0:0-Unentschieden gegen den Gastgeber, als er kurz vor Ende der Partie für Karim Matmour eingewechselt wurde. Auch in den weiteren drei Turnierpartien Algeriens kam Abdoun jeweils als Einwechselspieler zum Einsatz.
Ein halbes Jahr später gehörte Abdoun auch zum algerischen Aufgebot für die Fußball-Weltmeisterschaft 2010 in Südafrika. Abdoun wurde zwar für die Fußball-Afrikameisterschaft 2013 nominiert, wegen einer Verletzung nahm er jedoch nicht am Turnier teil.

## Titel und Erfolge
Olympiakos Piräus
- Griechischer Meister: 2012, 2013
- Griechischer Pokalsieger: 2012, 2013

International
- U-19 Europameister: 2005
- Turnier von Toulon: 2007